# (4192) Breysacher
(4192) Breysacher est un astéroïde de la ceinture principale.

## Description
(4192) Breysacher est un astéroïde de la ceinture principale. Il fut découvert le 28 février 1981 à La Silla par Henri Debehogne et Giovanni de Sanctis. Il présente une orbite caractérisée par un demi-grand axe de 3,22 UA, une excentricité de 0,16 et une inclinaison de 0,5° par rapport à l'écliptique.

## Compléments